# Vibrissina angustifrons
Vibrissina angustifrons là một loài ruồi trong họ Tachinidae.